# Représentations diplomatiques aux Seychelles

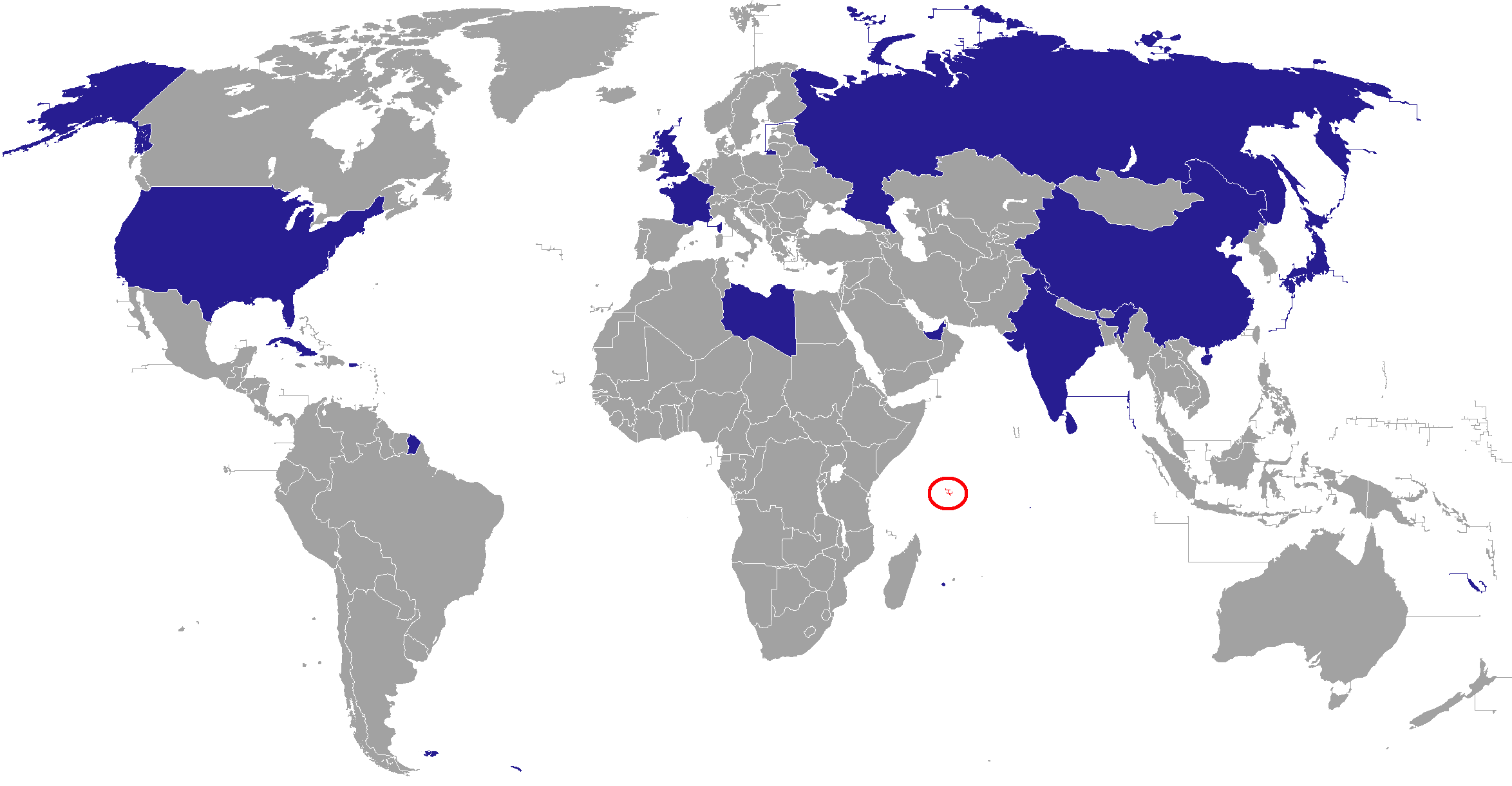
Relations diplomatiques aux Seychelles

Voici une liste des représentations diplomatiques aux Seychelles. Actuellement, la capitale Victoria abrite 11 ambassades/hauts-commissariats. Plusieurs autres pays ont des ambassadeurs accrédités aux Seychelles, la plupart résidant à Nairobi.

## Ambassades et hauts-commissariats
Victoria
| - Chine - Cuba - Émirats arabes unis - États-Unis - France - Inde - Japon - Libye - Royaume-Uni - Russie - Sri Lanka |

## Ambassades et hauts-commissariats non résidents
| - Afrique du Sud (Port-Louis) - Algérie (Antananarivo) - Allemagne (Nairobi) - Argentine (Nairobi) - Australie (Port-Louis) - Palestine (Dar es Salam) - Autriche (Nairobi) - Bangladesh (Nairobi) - Belgique (Nairobi) - Bénin (Pretoria) - Brésil (Dar es Salam) - Bulgarie (Nairobi) - Canada (Dar es Salam) - Cambodge (New Delhi) - Chypre (Nairobi) - Corée du Nord (Pretoria) - Corée du Sud (Addis-Abeba) - Croatie (Pretoria) - Danemark (Nairobi) - Égypte (Nairobi) - Espagne (Addis-Abeba) - Eswatini (Maputo) - Éthiopie (Nairobi) - Fidji (Abou Dabi) - Finlande (Nairobi) - Gabon (Libreville) - Ghana (Pretoria) - Grèce (Nairobi) - Guinée (Addis-Abeba) - Indonésie (Nairobi) - Iran (Antananarivo) - Irak (Nairobi) - Irlande (New York) - Islande (New Delhi) - Israël (Nairobi) - Italie (Nairobi) - Lesotho (Pretoria) | - Madagascar (Port-Louis) - Malaisie (Harare) - Malawi (Dar es Salam) - Mali (Pretoria) - Malte (La Valette) - Maroc (Nairobi) - Mexique (Nairobi) - Mozambique (Pretoria) - Nigeria (Nairobi) - Norvège (Dar es Salam) - Oman (New Delhi) - Pakistan (Port-Louis) - Paraguay (Pretoria) - Pays-Bas (Nairobi) - Philippines (Nairobi) - Pologne (Nairobi) - Portugal (Nairobi) - Qatar (New Delhi) - République arabe sahraouie démocratique (Alger) - République démocratique du Congo (Nairobi) - République du Congo (Addis-Abeba) - Tchéquie (Addis-Abeba) - Sénégal (Dakar) - Serbie (Addis-Abeba) - Singapour (Singapour) - Slovaquie (Nairobi) - Suède (Nairobi) - Suisse (Nairobi) - Tanzanie (Nairobi) - Thaïlande (Nairobi) - Tunisie (Addis-Abeba) - Turquie (Nairobi) - Vatican (Antananarivo) - Venezuela (Pretoria) - Viêt Nam (Maputo) - Yémen (Dar es Salam) - Zambie (Nairobi) |